# Nils Nilsson i Asarum
Nils Nilsson (i riksdagen kallad Nilsson i Asarum) , född 18 april 1840 i Mjällby, Blekinge län, död 22 april 1910 i Asarums församling, Blekinge, var en svensk lantbrukare och riksdagsman.
Nilsson var verksam som lantbrukare i Asarum. Han var även politiker och ledamot av riksdagens andra kammare.